# Španělsko na Eurovision Song Contest
Španělsko se zúčastnilo 64 ročníků soutěže Eurovision Song Contest, poprvé v roce 1961. Země patří do skupiny států, které nejvíce přispívají do Evropské vysílací unie (EVU). Proto je členem Velké pětky a postupuje tak automaticky do finále. Od vstupu do soutěže země žádný ročník nevynechala. Španělsko vyhrálo dvakrát, poprvé v roce 1968 Massiel s písní „La, la, la“ a podruhé o rok později Salomé s písní „Vivo cantando“, kdy se o vítězství dělily čtyři země. Země soutěž hostila pouze jednou, a to v roce 1969 v Madridu.
Španělsko skončilo čtyřikrát na druhém místě a dvakrát na třetím místě, naopak pětkrát země skončila na posledním místě, z toho třikrát se ziskem 0 bodů. Od roku 2005 se Španělsko 11krát nedostalo mezi 20 nejlepších, v letech 2015 až 2021 dokonce pokaždé. Země také patří mezi státy s nejdelším čekáním na výhru, a to 56 let (1969–2025).

## Výsledky
| Rok  | Interpret             | Píseň                           | Jazyk                      | Finále        | Finále        | Semifinále                  | Semifinále                  |
| Rok  | Interpret             | Píseň                           | Jazyk                      | Pořadí        | Body          | Pořadí                      | Body                        |
| ---- | --------------------- | ------------------------------- | -------------------------- | ------------- | ------------- | --------------------------- | --------------------------- |
| 1961 | Conchita Bautista     | „Estando contigo“               | španělština                | 9.            | 8             | nekonalo se                 | nekonalo se                 |
| 1962 | Víctor Balaguer       | „Llámame“                       | španělština                | 13.           | 0             | nekonalo se                 | nekonalo se                 |
| 1963 | José Guardiola        | „Algo prodigioso“               | španělština                | 12.           | 2             | nekonalo se                 | nekonalo se                 |
| 1964 | Tim, Nelly a Tony     | „Caracola“                      | španělština                | 12.           | 1             | nekonalo se                 | nekonalo se                 |
| 1965 | Conchita Bautista     | „¡Qué bueno, qué bueno!“        | španělština                | 15.           | 0             | nekonalo se                 | nekonalo se                 |
| 1966 | Raphael               | „Yo soy aquél“                  | španělština                | 7.            | 9             | nekonalo se                 | nekonalo se                 |
| 1967 | Raphael               | „Hablemos del amor“             | španělština                | 6.            | 9             | nekonalo se                 | nekonalo se                 |
| 1968 | Massiel               | „La, la, la“                    | španělština                | 1.            | 29            | nekonalo se                 | nekonalo se                 |
| 1969 | Salomé                | „Vivo cantando“                 | španělština                | 1.            | 18            | nekonalo se                 | nekonalo se                 |
| 1970 | Julio Iglesias        | „Gwendolyne“                    | španělština                | 4.            | 8             | nekonalo se                 | nekonalo se                 |
| 1971 | Karina                | „En un mundo nuevo“             | španělština                | 2.            | 116           | nekonalo se                 | nekonalo se                 |
| 1972 | Jaime Morey           | „Amanece“                       | španělština                | 10.           | 83            | nekonalo se                 | nekonalo se                 |
| 1973 | Mocedades             | „Eres tú“                       | španělština                | 2.            | 125           | nekonalo se                 | nekonalo se                 |
| 1974 | Peret                 | „Canta y sé feliz“              | španělština                | 9.            | 10            | nekonalo se                 | nekonalo se                 |
| 1975 | Sergio and Estíbaliz  | „Tú volverás“                   | španělština                | 10.           | 53            | nekonalo se                 | nekonalo se                 |
| 1976 | Braulio               | „Sobran las palabras“           | španělština                | 16.           | 11            | nekonalo se                 | nekonalo se                 |
| 1977 | Micky                 | „Enséñame a cantar“             | španělština                | 9.            | 52            | nekonalo se                 | nekonalo se                 |
| 1978 | José Vélez            | „Bailemos un vals“              | španělština, francouzština | 9.            | 65            | nekonalo se                 | nekonalo se                 |
| 1979 | Betty Missiego        | „Su canción“                    | španělština                | 2.            | 116           | nekonalo se                 | nekonalo se                 |
| 1980 | Trigo Limpio          | „Quédate esta noche“            | španělština                | 12.           | 38            | nekonalo se                 | nekonalo se                 |
| 1981 | Bacchelli             | „Y sólo tú“                     | španělština                | 14.           | 38            | nekonalo se                 | nekonalo se                 |
| 1982 | Lucía                 | „Él“                            | španělština                | 10.           | 52            | nekonalo se                 | nekonalo se                 |
| 1983 | Remedios Amaya        | „¿Quién maneja mi barca?“       | španělština                | 19.           | 0             | nekonalo se                 | nekonalo se                 |
| 1984 | Bravo                 | „Lady, Lady“                    | španělština                | 3.            | 106           | nekonalo se                 | nekonalo se                 |
| 1985 | Paloma San Basilio    | „La fiesta terminó“             | španělština                | 14.           | 36            | nekonalo se                 | nekonalo se                 |
| 1986 | Cadillac              | „Valentino“                     | španělština                | 10.           | 51            | nekonalo se                 | nekonalo se                 |
| 1987 | Patricia Kraus        | „No estás solo“                 | španělština                | 19.           | 10            | nekonalo se                 | nekonalo se                 |
| 1988 | La Década             | „La chica que yo quiero“        | španělština                | 11.           | 58            | nekonalo se                 | nekonalo se                 |
| 1989 | Nina                  | „Nacida para amar“              | španělština                | 6.            | 88            | nekonalo se                 | nekonalo se                 |
| 1990 | Azúcar Moreno         | „Bandido“                       | španělština                | 5.            | 96            | nekonalo se                 | nekonalo se                 |
| 1991 | Sergio Dalma          | „Bailar pegados“                | španělština                | 4.            | 119           | nekonalo se                 | nekonalo se                 |
| 1992 | Serafín               | „Todo esto es la música“        | španělština                | 14.           | 37            | nekonalo se                 | nekonalo se                 |
| 1993 | Eva Santamaría        | „Hombres“                       | španělština                | 11.           | 58            | Kvalifikacija za Millstreet | Kvalifikacija za Millstreet |
| 1994 | Alejandro Abad        | „Ella no es ella“               | španělština                | 18.           | 17            | nekonalo se                 | nekonalo se                 |
| 1995 | Anabel Conde          | „Vuelve conmigo“                | španělština                | 2.            | 119           | nekonalo se                 | nekonalo se                 |
| 1996 | Antonio Carbonell     | „¡Ay, qué deseo!“               | španělština                | 20.           | 17            | 14.                         | 43                          |
| 1997 | Marcos Llunas         | „Sin rencor“                    | španělština                | 6.            | 96            | nekonalo se                 | nekonalo se                 |
| 1998 | Mikel Herzog          | „¿Qué voy a hacer sin ti?“      | španělština                | 16.           | 21            | nekonalo se                 | nekonalo se                 |
| 1999 | Lydia                 | „No quiero escuchar“            | španělština                | 23.           | 1             | nekonalo se                 | nekonalo se                 |
| 2000 | Serafín Zubiri        | „Colgado de un sueño“           | španělština                | 18.           | 18            | nekonalo se                 | nekonalo se                 |
| 2001 | David Civera          | „Dile que la quiero“            | španělština                | 6.            | 76            | nekonalo se                 | nekonalo se                 |
| 2002 | Rosa                  | „Europe's Living a Celebration“ | španělština, angličtina    | 7.            | 81            | nekonalo se                 | nekonalo se                 |
| 2003 | Beth                  | „Dime“                          | španělština                | 8.            | 81            | nekonalo se                 | nekonalo se                 |
| 2004 | Ramón                 | „Para llenarme de ti“           | španělština                | 10.           | 87            | člen Velké čtyřky           | člen Velké čtyřky           |
| 2005 | Son de Sol            | „Brujería“                      | španělština                | 21.           | 28            | člen Velké čtyřky           | člen Velké čtyřky           |
| 2006 | Las Ketchup           | „Bloody Mary“                   | španělština                | 21.           | 18            | člen Velké čtyřky           | člen Velké čtyřky           |
| 2007 | D'Nash                | „I Love You Mi Vida“            | španělština, angličtina    | 20.           | 43            | člen Velké čtyřky           | člen Velké čtyřky           |
| 2008 | Rodolfo Chikilicuatre | „Baila el Chiki Chiki“          | španělština, angličtina    | 16.           | 55            | člen Velké čtyřky           | člen Velké čtyřky           |
| 2009 | Soraya Arnelas        | „La noche es para mí“           | španělština, angličtina    | 24.           | 23            | člen Velké čtyřky           | člen Velké čtyřky           |
| 2010 | Daniel Diges          | „Algo pequeñito“                | španělština                | 15.           | 68            | člen Velké čtyřky           | člen Velké čtyřky           |
| 2011 | Lucía Pérez           | „Que me quiten lo bailao“       | španělština                | 23.           | 50            | člen Velké pětky            | člen Velké pětky            |
| 2012 | Pastora Soler         | „Quédate conmigo“               | španělština                | 10.           | 97            | člen Velké pětky            | člen Velké pětky            |
| 2013 | ESDM                  | „Contigo hasta el final“        | španělština                | 25.           | 8             | člen Velké pětky            | člen Velké pětky            |
| 2014 | Ruth Lorenzo          | „Dancing in the Rain“           | angličtina, španělština    | 10.           | 74            | člen Velké pětky            | člen Velké pětky            |
| 2015 | Edurne                | „Amanecer“                      | španělština                | 21.           | 15            | člen Velké pětky            | člen Velké pětky            |
| 2016 | Barei                 | „Say Yay!“                      | angličtina                 | 22.           | 77            | člen Velké pětky            | člen Velké pětky            |
| 2017 | Manel Navarro         | „Do It for Your Lover“          | španělština, angličtina    | 26.           | 5             | člen Velké pětky            | člen Velké pětky            |
| 2018 | Amaia a Alfred        | „Tu canción“                    | španělština                | 23.           | 61            | člen Velké pětky            | člen Velké pětky            |
| 2019 | Miki                  | „La venda“                      | španělština                | 22.           | 54            | člen Velké pětky            | člen Velké pětky            |
| 2020 | Blas Cantó            | „Universo“                      | španělština                | ročník zrušen | ročník zrušen | ročník zrušen               | ročník zrušen               |
| 2021 | Blas Cantó            | „Voy a quedarme“                | španělština                | 24.           | 6             | člen Velké pětky            | člen Velké pětky            |
| 2022 | Chanel                | „SloMo“                         | španělština, angličtina    | 3.            | 459           | člen Velké pětky            | člen Velké pětky            |
| 2023 | Blanca Paloma         | „Eaea“                          | španělština                | 17.           | 100           | člen Velké pětky            | člen Velké pětky            |
| 2024 | Nebulossa             | „Zorra“                         | španělština                | 22.           | 30            | člen Velké pětky            | člen Velké pětky            |
| 2025 | Melody                | „Esa diva“                      | španělština                | 24.           | 37            | člen Velké pětky            | člen Velké pětky            |

| Legenda | Legenda                              |
| ------- | ------------------------------------ |
| 1       | 1. místo                             |
| 2       | 2. místo                             |
| 3       | 3. místo                             |
| ◁       | poslední místo                       |
| X       | interpret vybrán, ale nezúčastnil se |

## Galerie

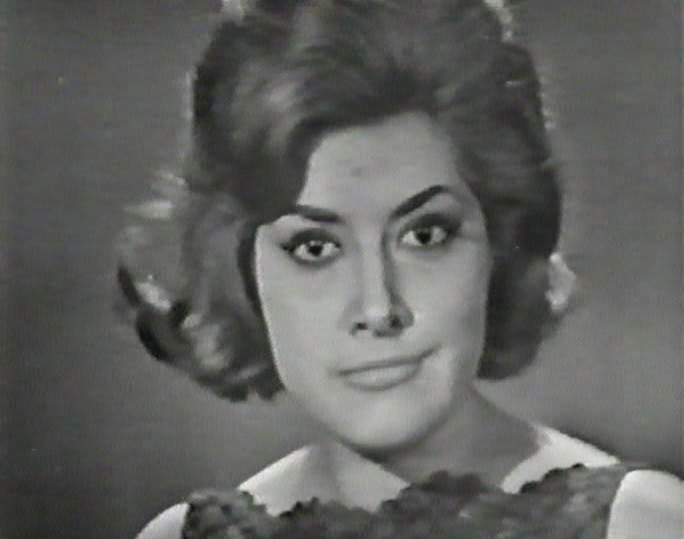
Conchita Bautista v Neapoli (1965)
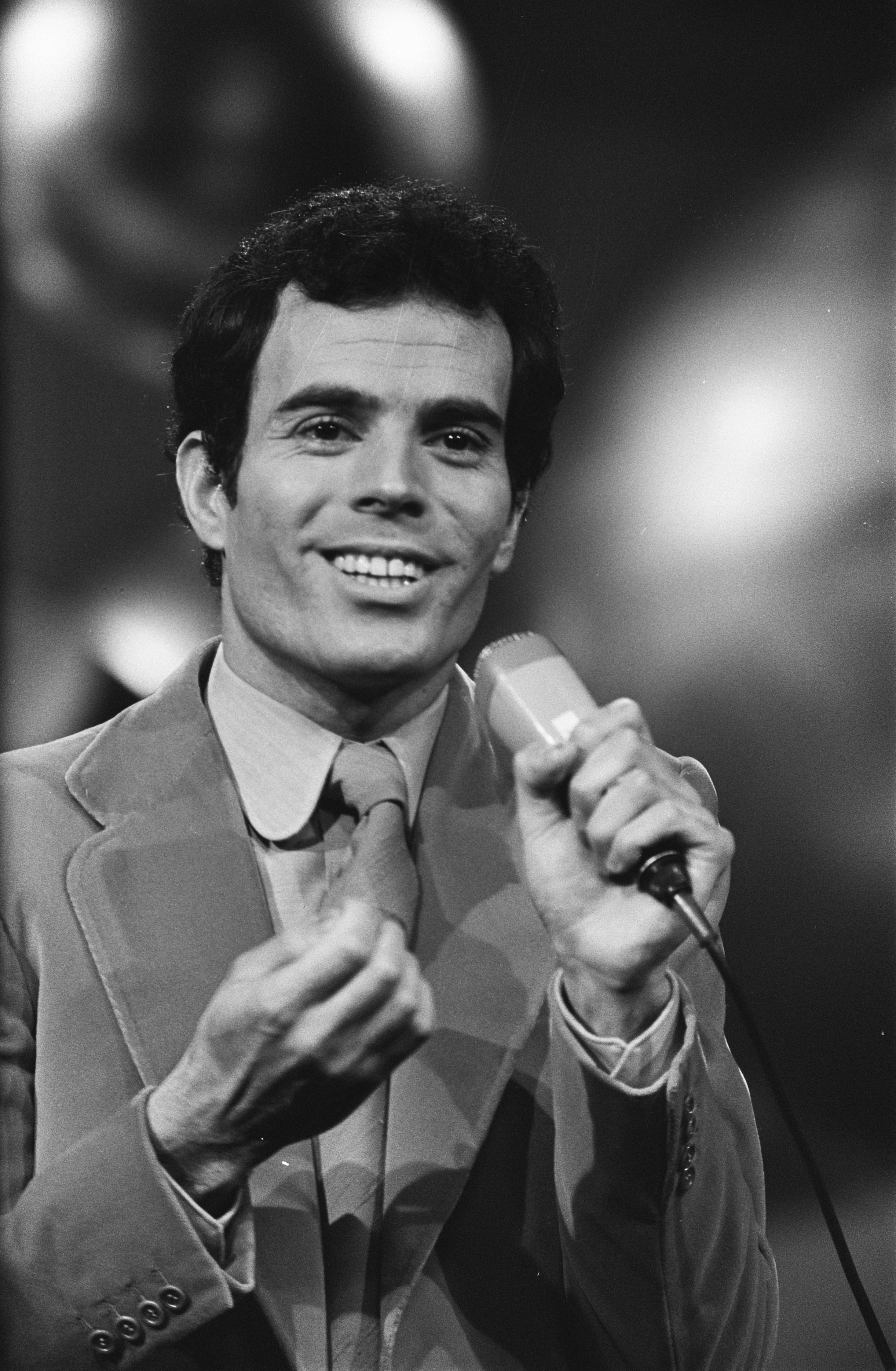
Julio Iglesias v Amsterdamu (1970)
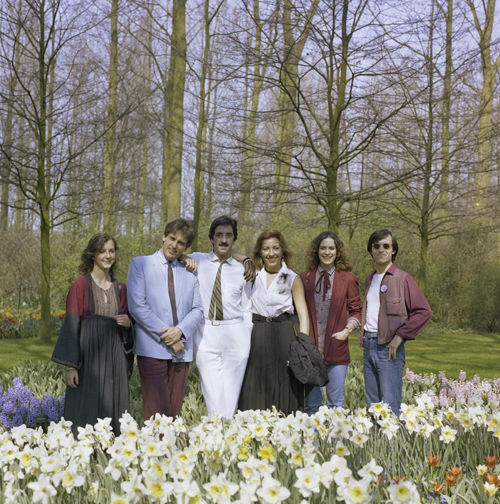
Trigo Limpio v Haagu (1980)
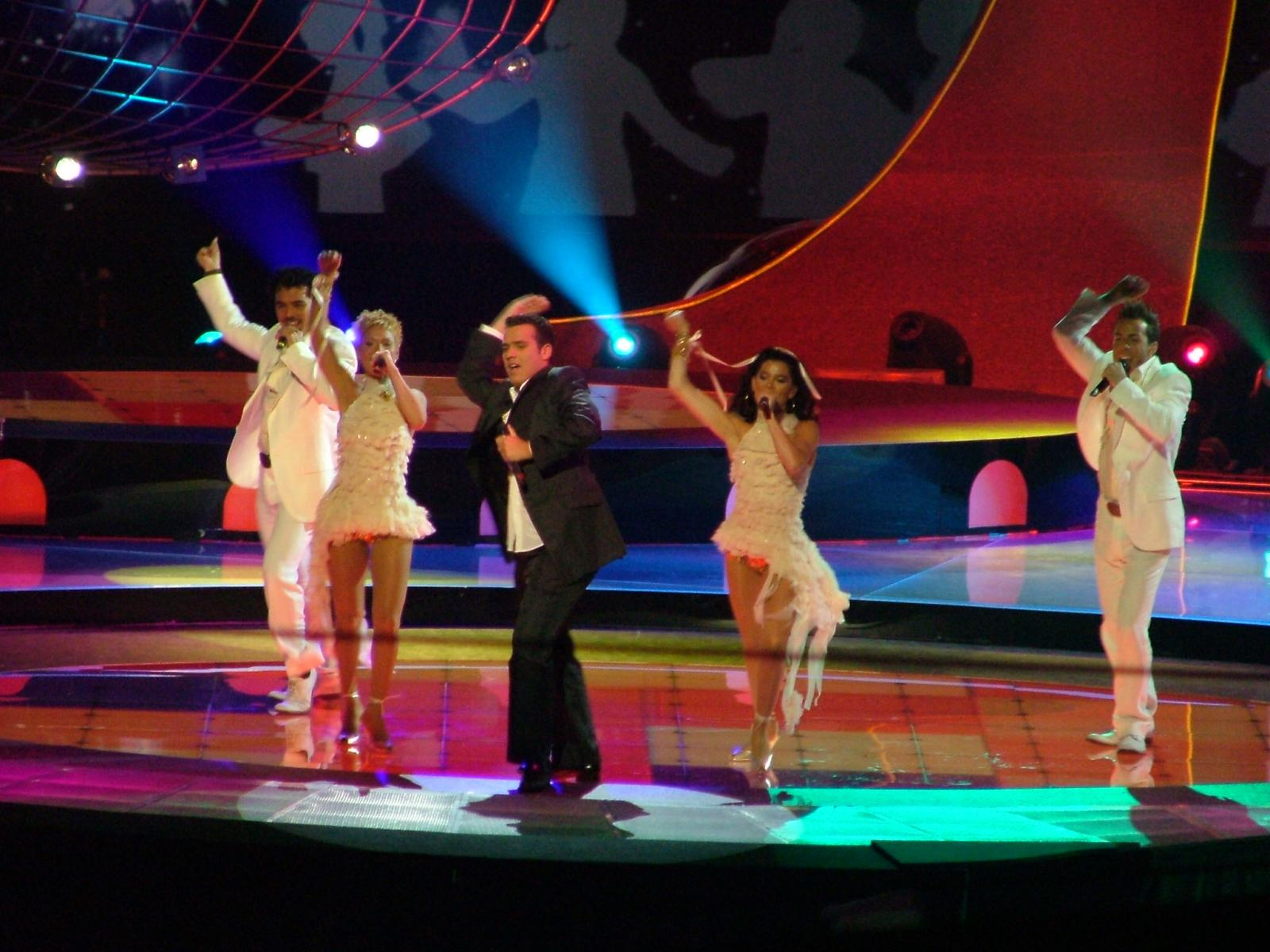
Ramón v Istanbulu (2004)
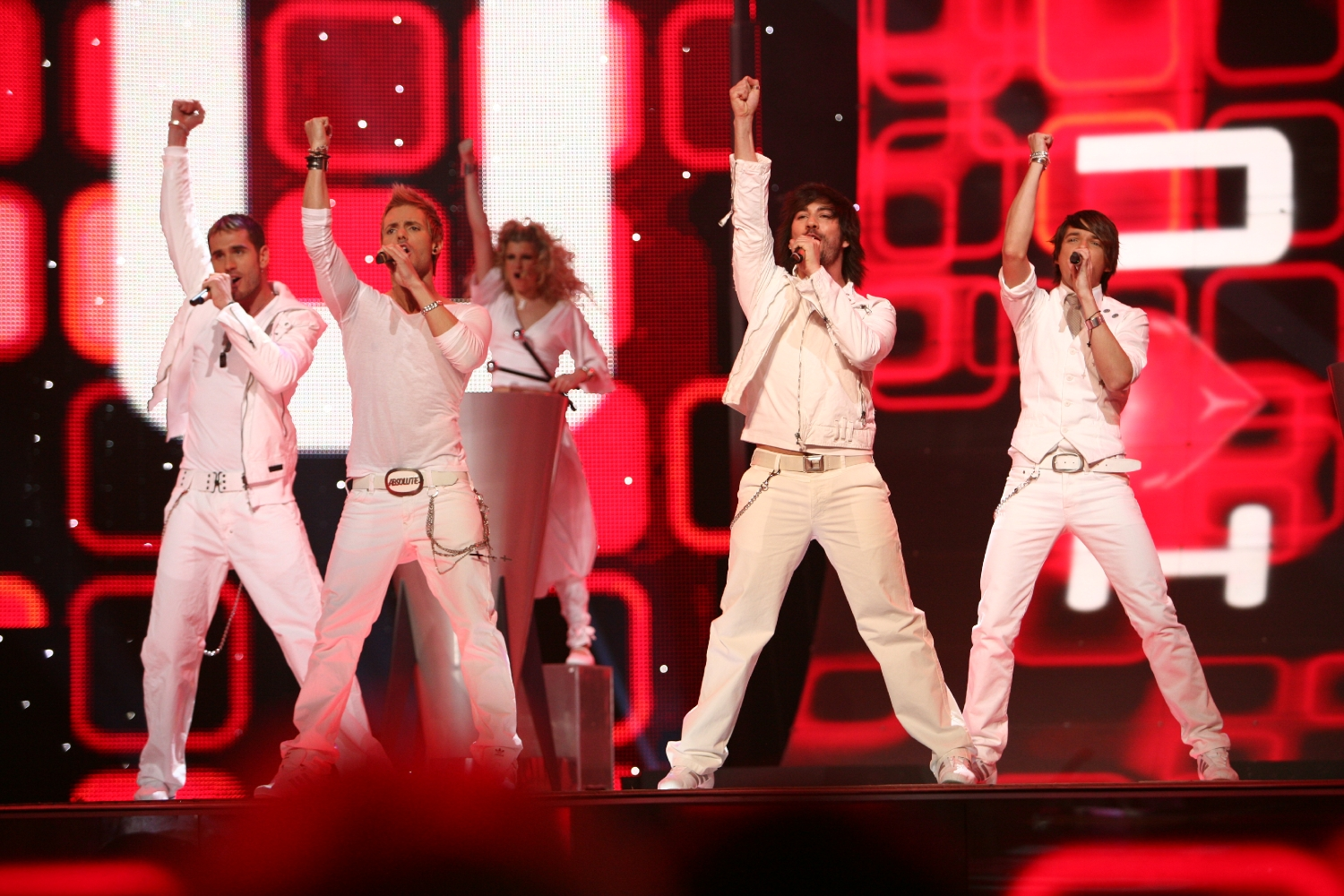
D'NASH v Helsinkách (2007)
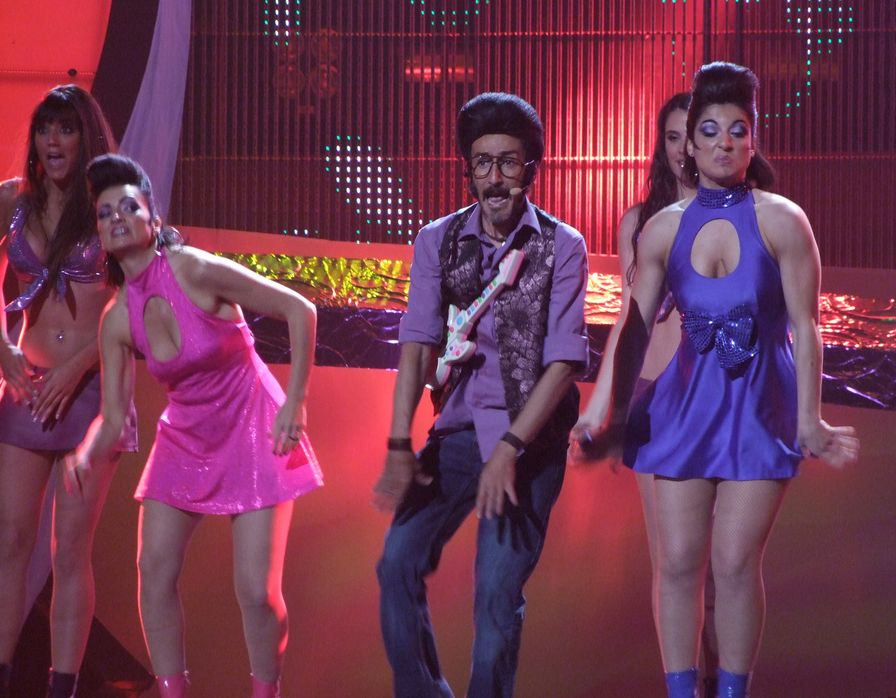
Rodolfo Chikilicuatre v Bělehradu (2008)
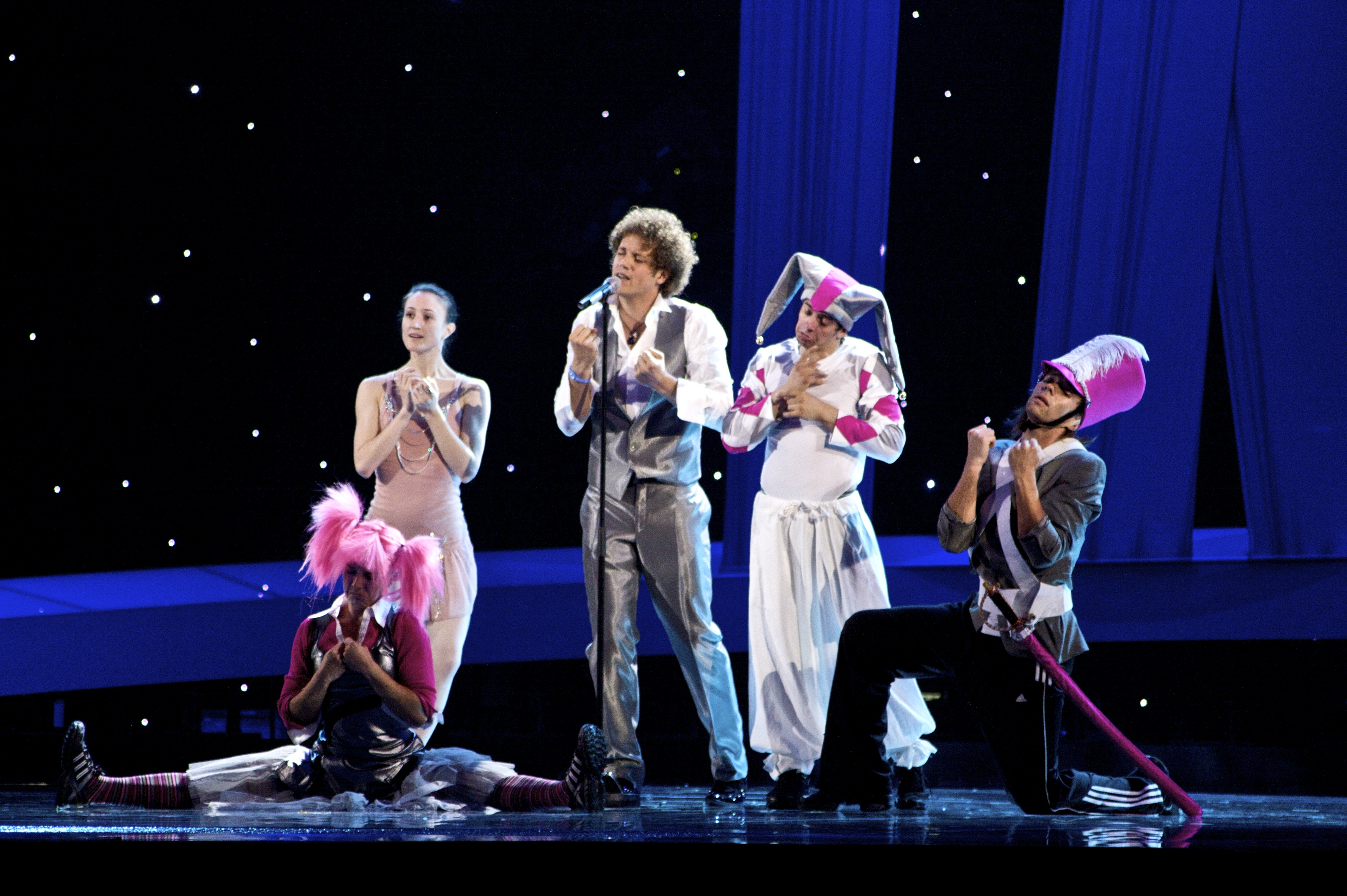
Daniel Diges v Oslu (2010)
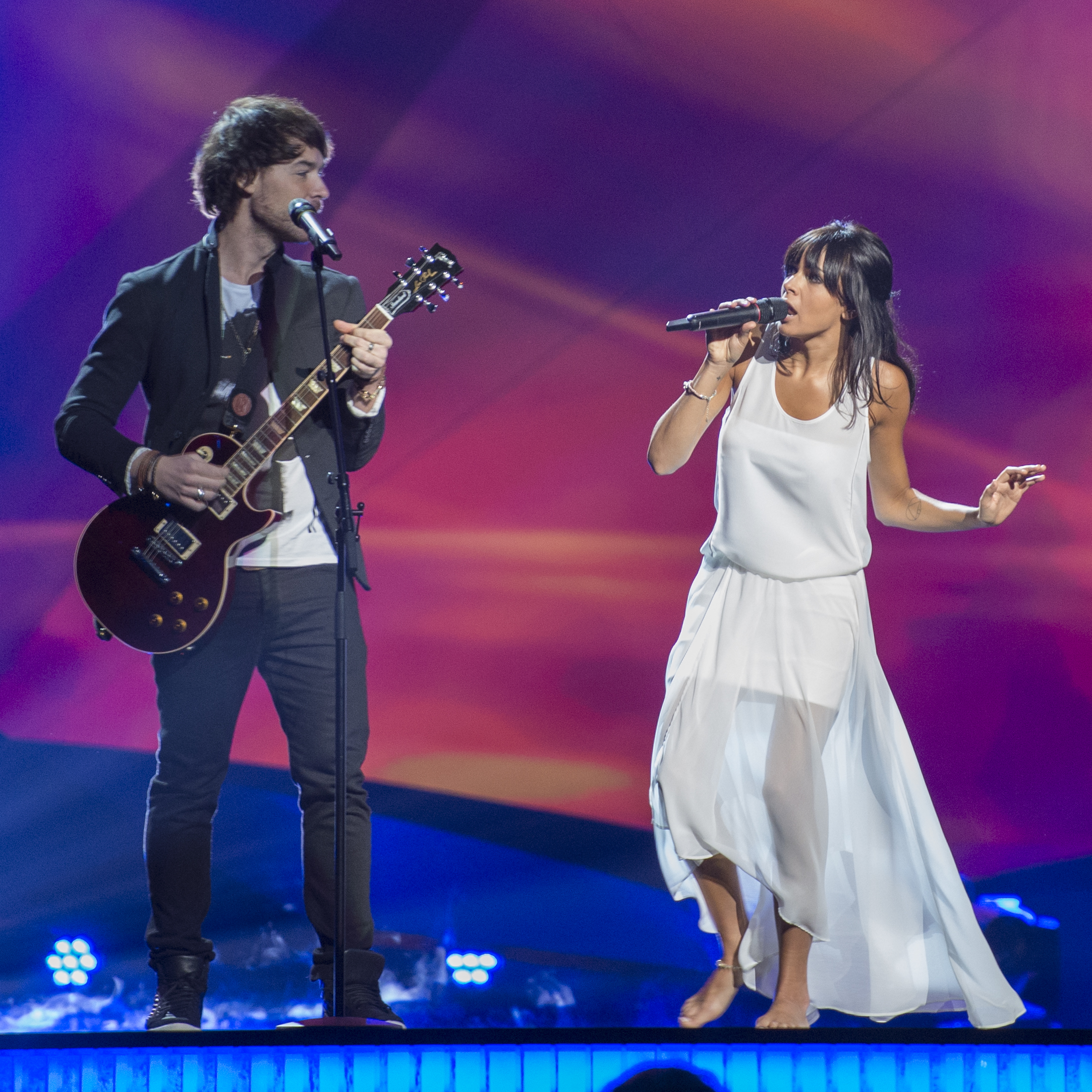
El Sueño de Morfeo v Malmö (2013)
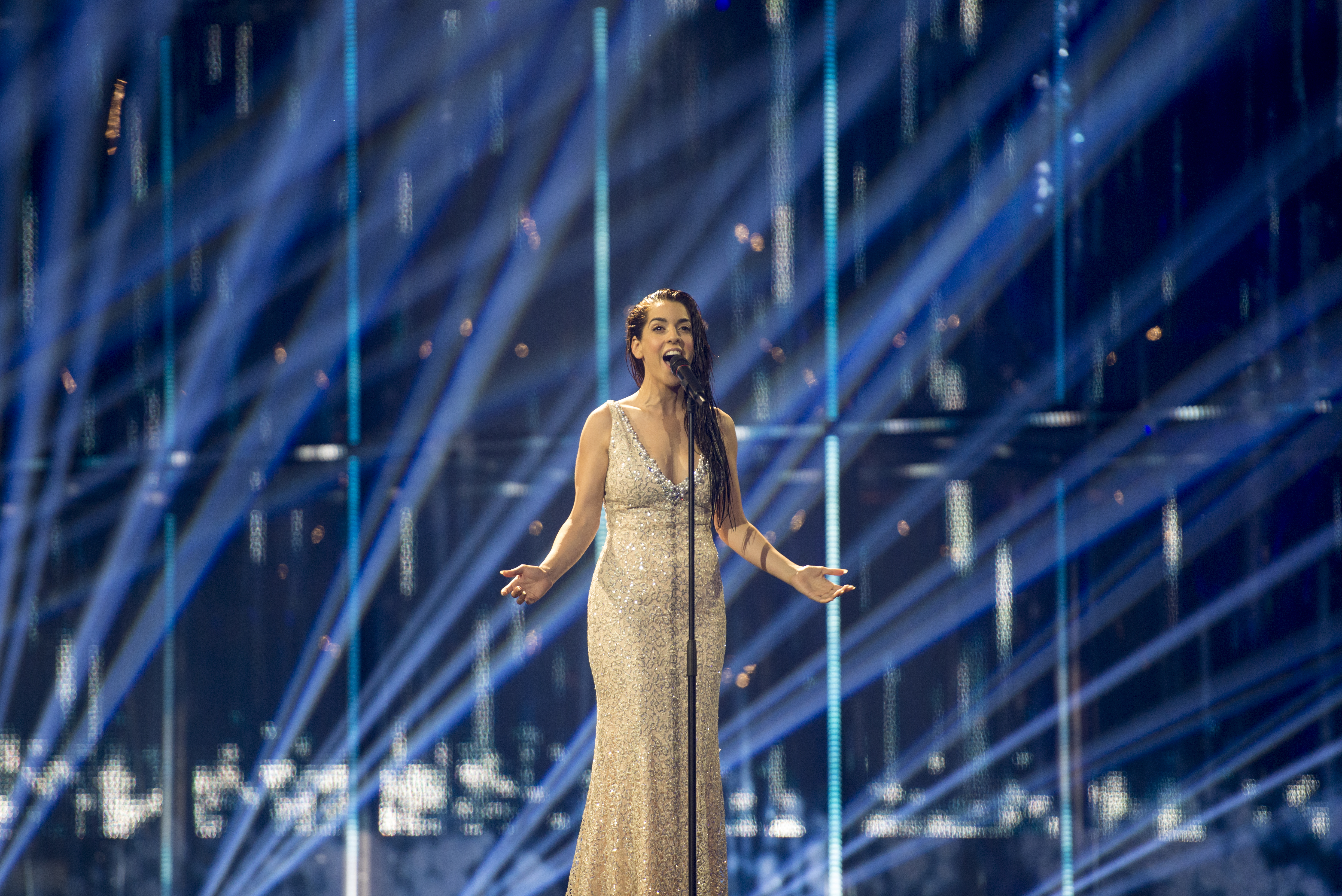
Ruth Lorenzo v Kodani (2014)
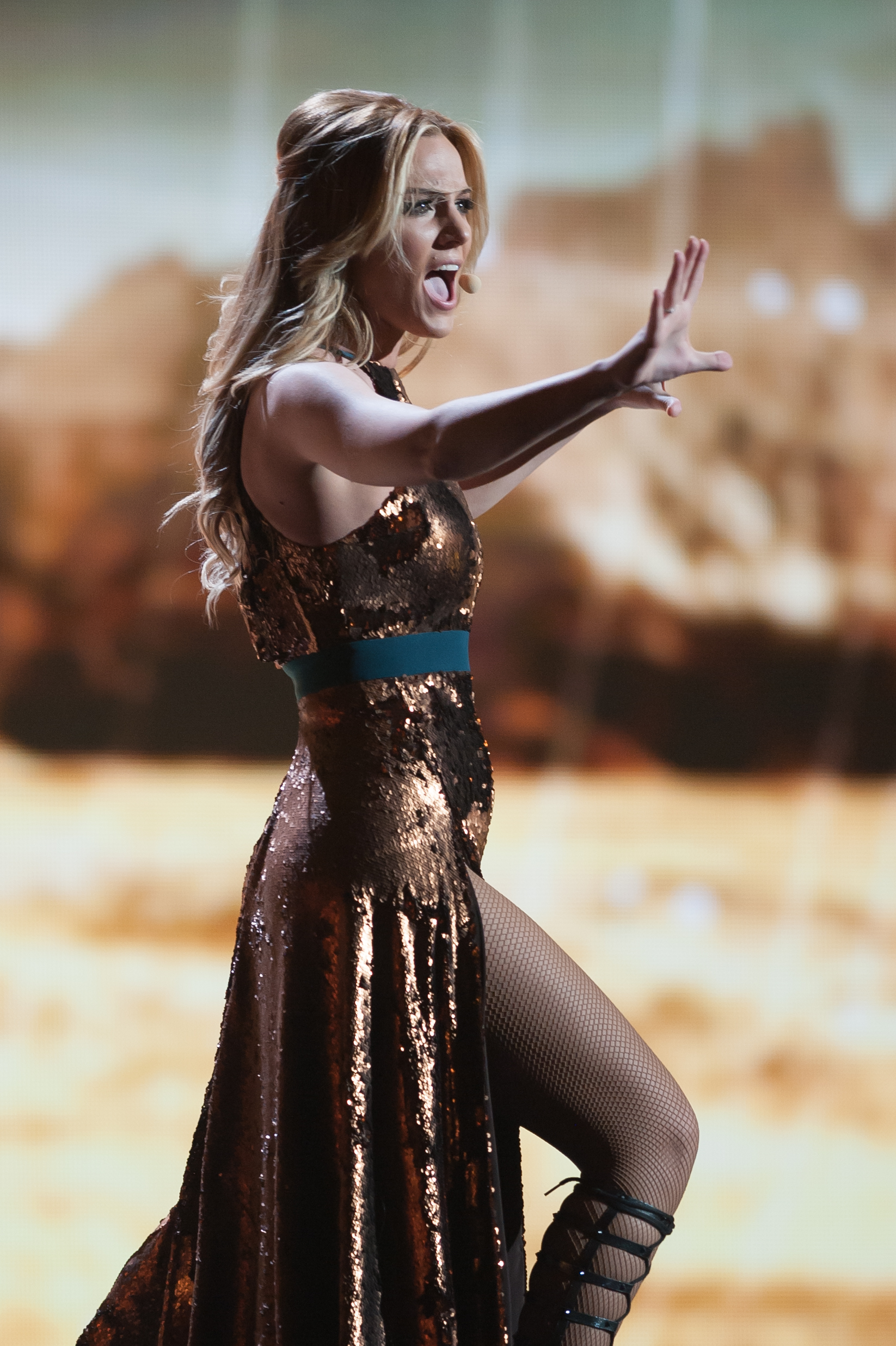
Edurne ve Vídni (2015)
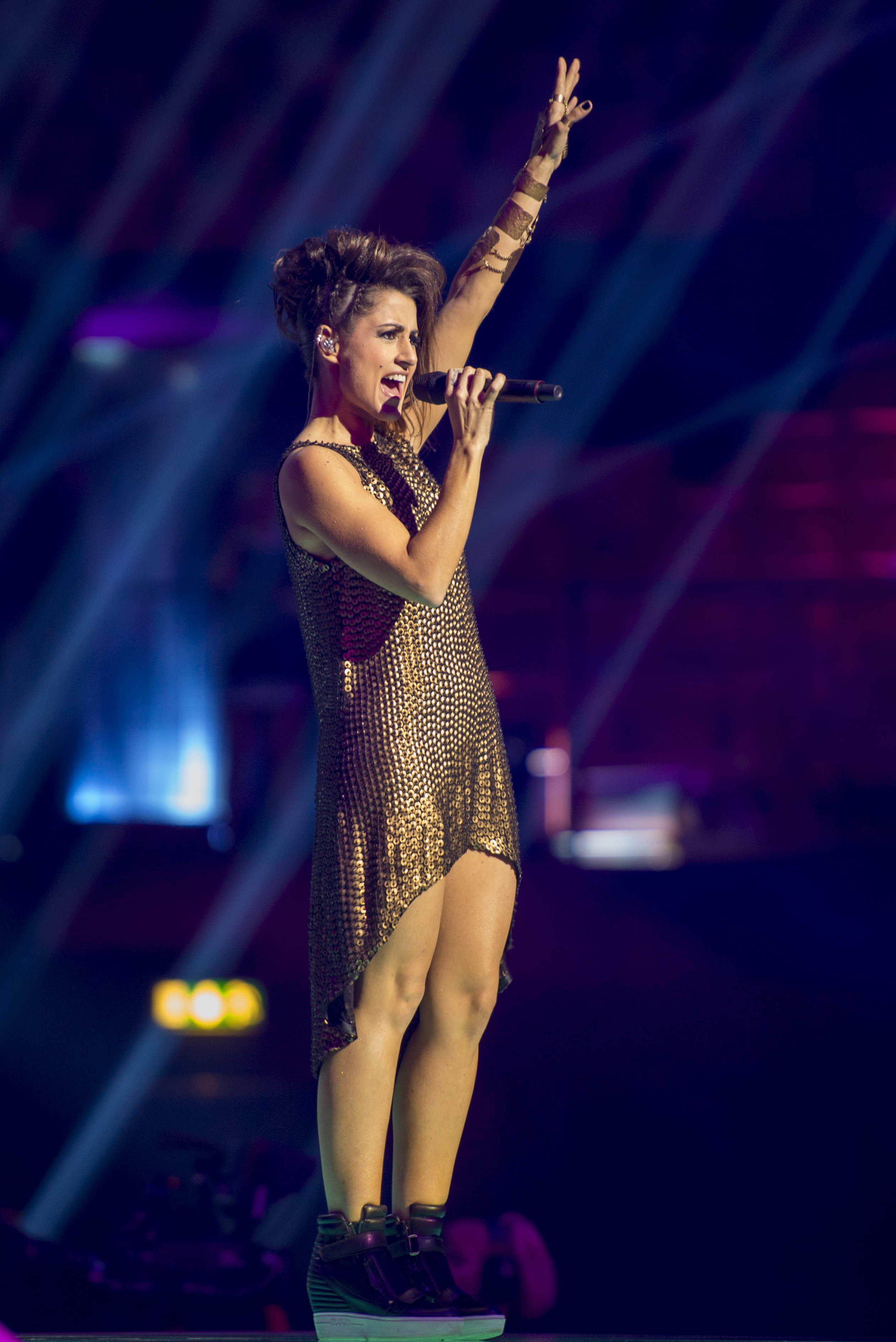
Barei ve Stockholmu (2016)
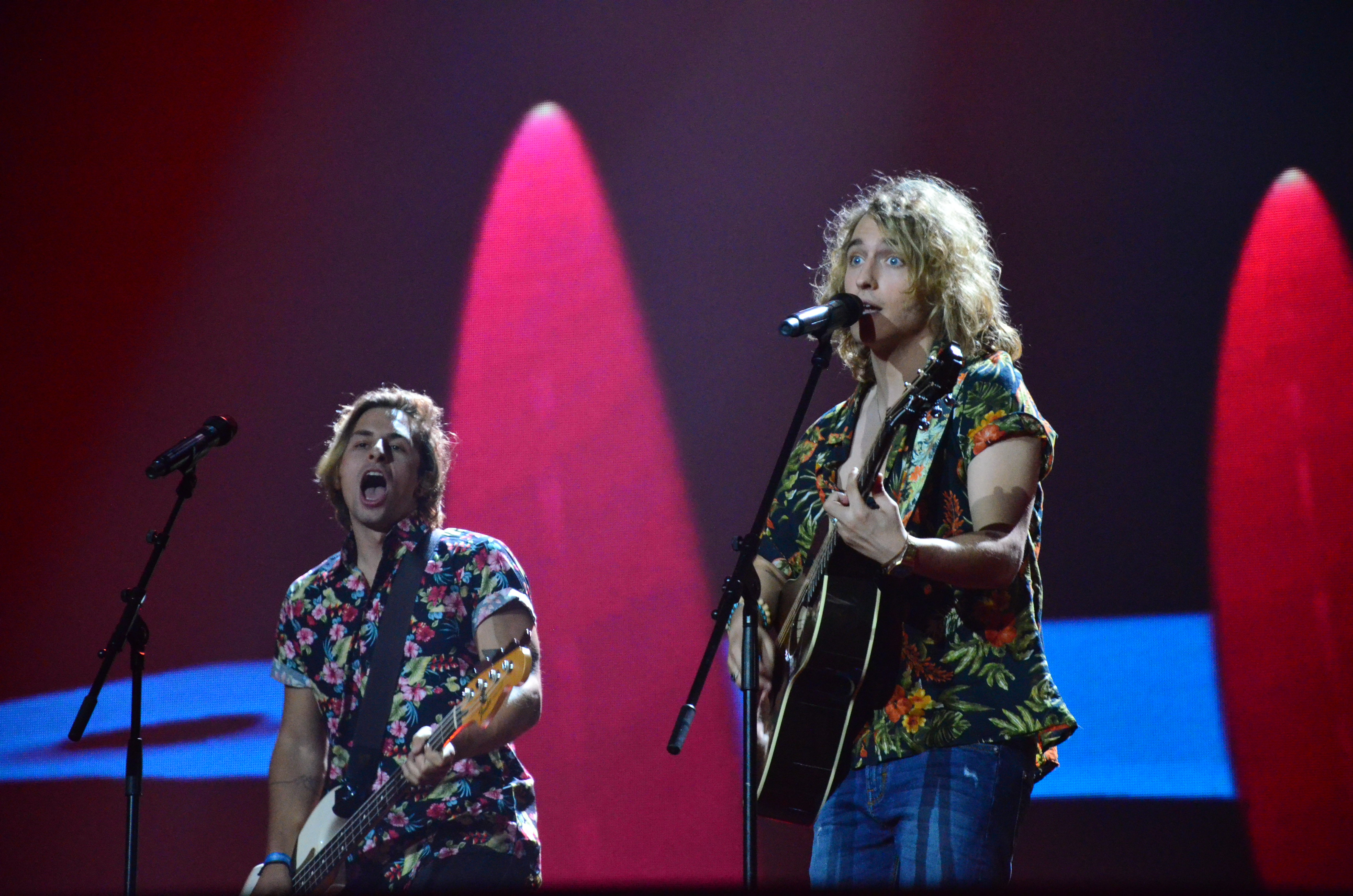
Manel Navarro v Kyjevě (2017)
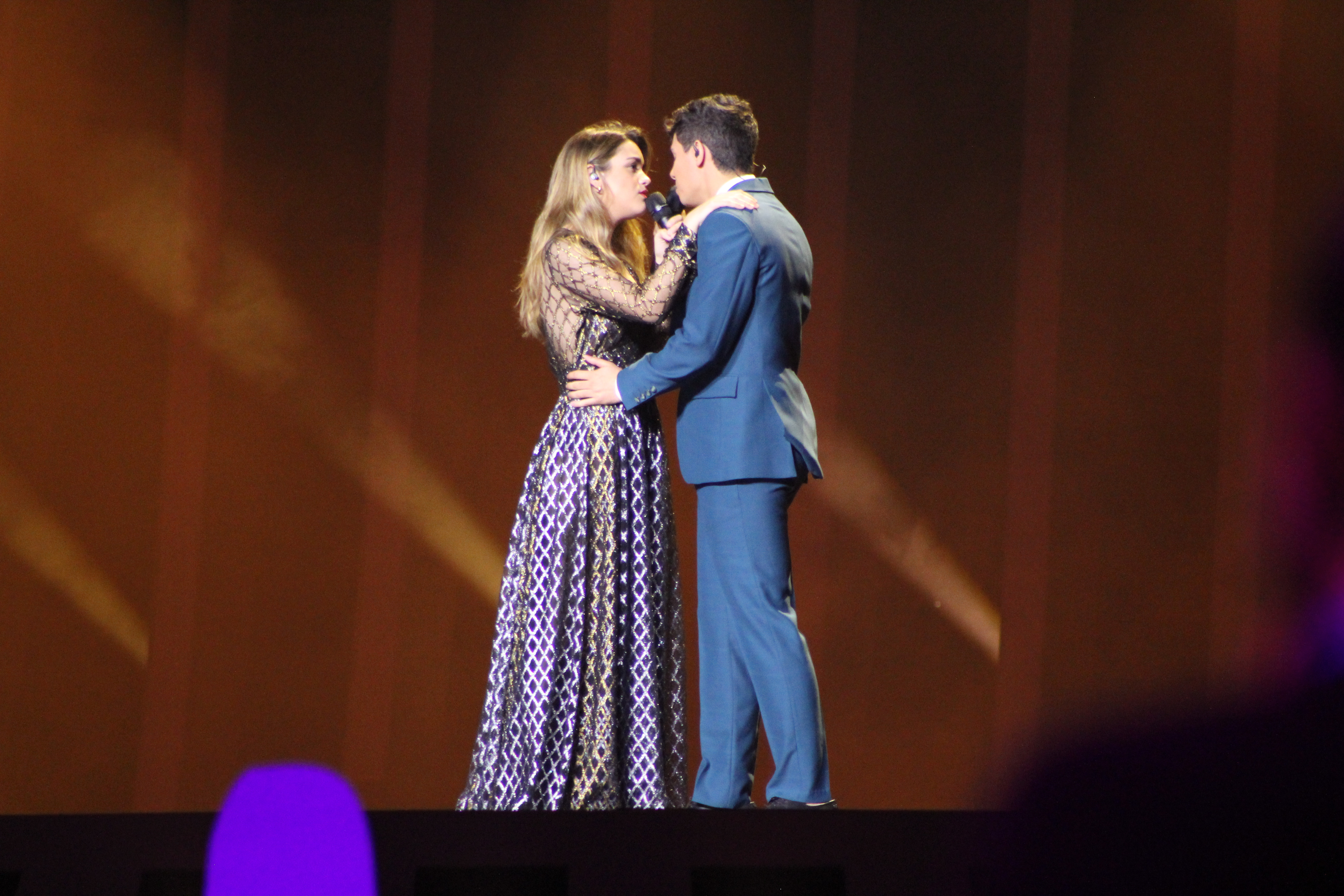
Amaia v Alfred v Lisabonu (2018)
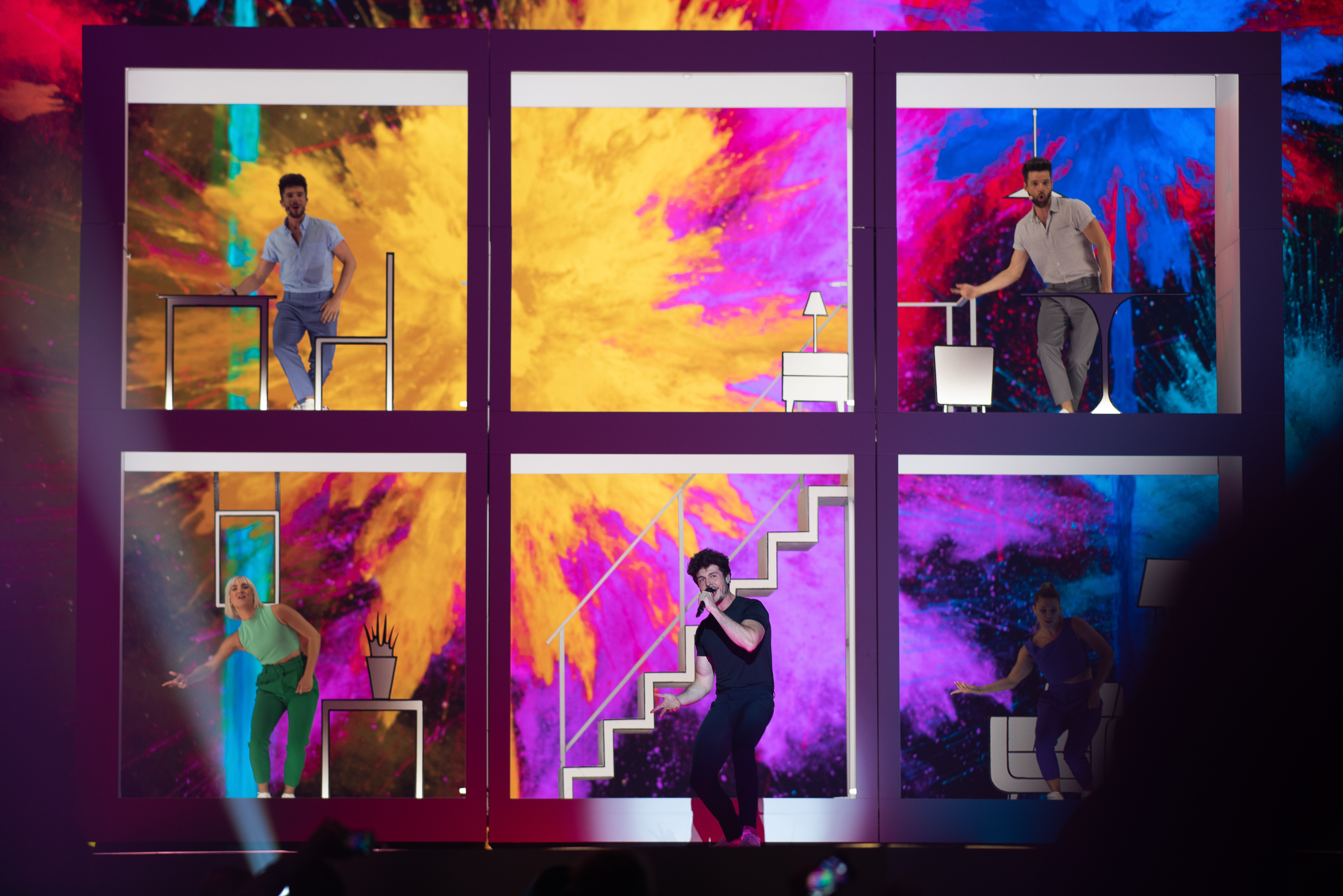
Miki v Tel Avivu (2019)
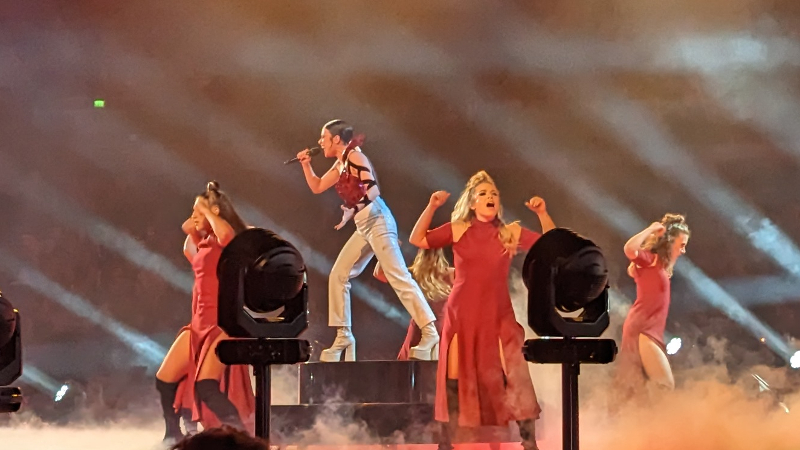
Blanca Paloma v Liverpoolu (2023)
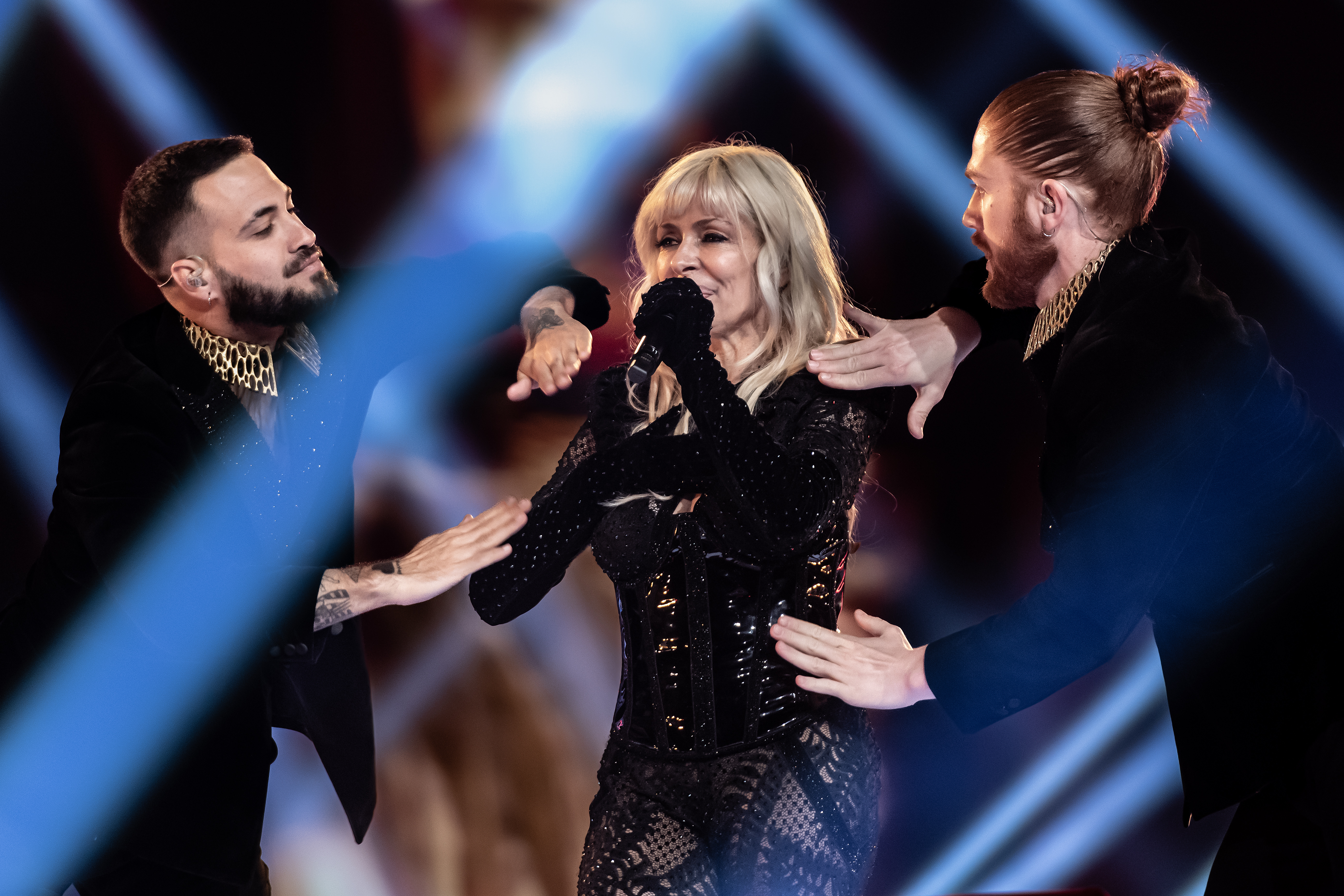
Nebulossa v Malmö (2024)
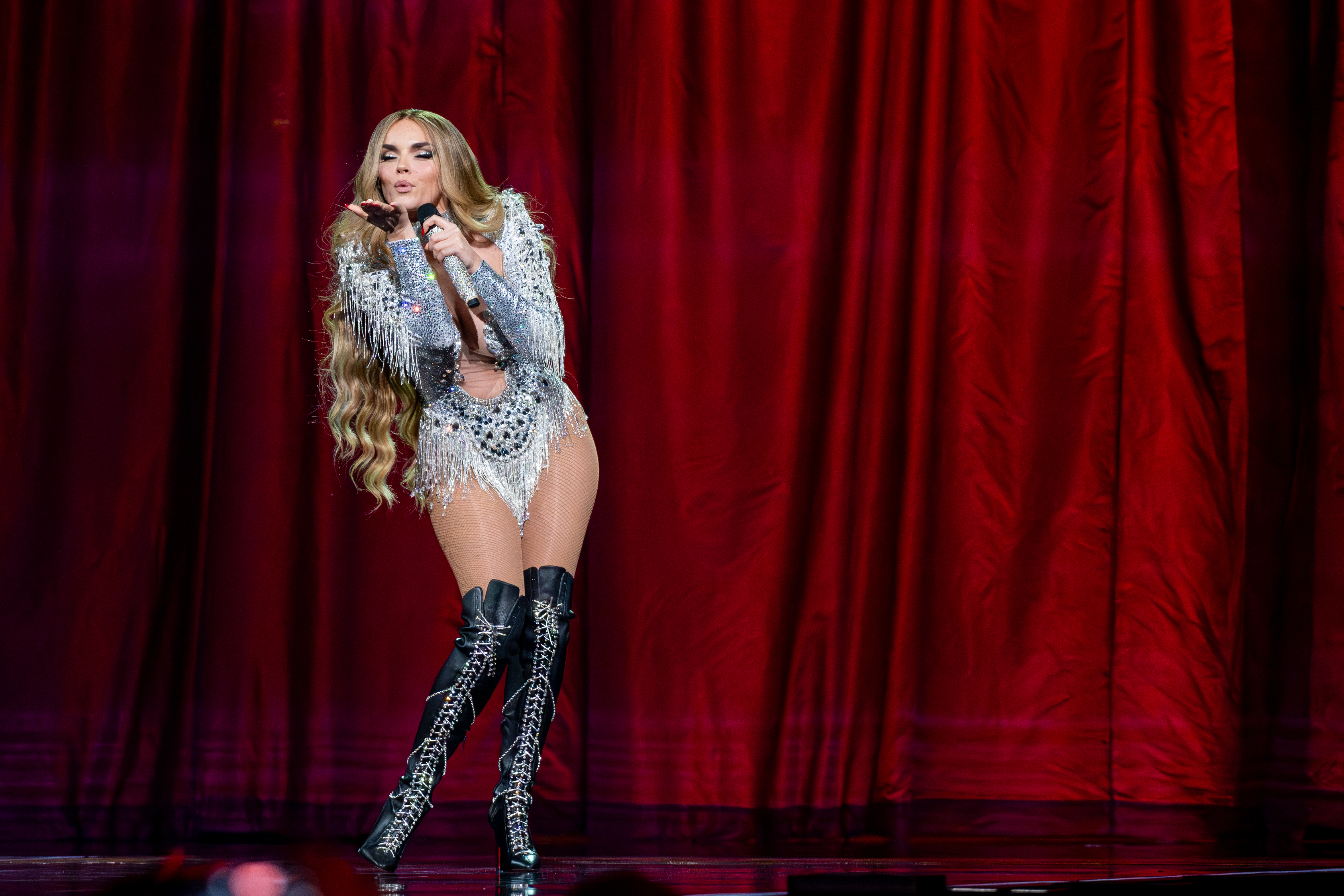
Melody v Basileji (2025)